# Jean-Pierre Kruth
Jean-Pierre George Henri Kruth (Knokke, 8 mei 1952) is een Vlaams burgerlijk ingenieur. Hij is als emeritus hoogleraar met opdracht verbonden aan de afdeling Productietechnieken, Machinebouw en Automatisering van het departement Mechanical Engineering van de KU Leuven. Kruth is een autoriteit in additive manufacturing en rapid prototyping en een van de krachten achter Flanders Make, het Vlaams strategisch onderzoekscentrum voor de maakindustrie.
Kruth promoveerde in 1979 tot PhD aan de ingenieursfaculteit in Leuven bij promotor Raymond Snoeys over niet-conventionele productietechnieken en vonkerosie. Vervolgens werkte hij drie jaar in Indonesië voor een onderzoeksproject van professor Jacques Péters en een vijftal jaar, terug in België bij het Wetenschappelijk en Technisch Centrum van de Metaalverwerkende Nijverheid (WTCM), later Sirris.  Aansluitend kon hij de leerstoel van Jacques Péters aan zijn alma mater overnemen. Naast AM, was hij actief rond CAD, dimensionele meettechnieken en kwaliteitscontrole.
Kruth was in 1990 betrokken bij de oprichting van de KU Leuven spin-off Materialise, lag door zijn onderzoek in 1995 mee aan de basis van de spin-off Metris en was in 2008 zelf medeoprichter van de spin-off LayerWise. 

## Erkenning
Kruth was de laureaat van de Bower Award and Prize for Achievement in Science 2015. De prijs werd hem toegekend "voor zijn baanbrekend en vernieuwend onderzoek in additive manufacturing welke geleid hebben tot meerdere technologische doorbraken en het instrumentarium boden voor de groei van meerdere intussen globale bedrijven. Zijn werk was de inspiratie voor vervolgonderzoek, heeft geleid tot vele patenten en bouwde de basis voor een hele industrie." Met deze erkenning van het Franklin Institute kwam ook een financiële toelage van tweehonderdvijftigduizend dollar.
Op 11 juli 2019 ontving hij in het Errerahuis in Brussel het Ereteken van de Vlaamse Gemeenschap.